# Ari Emanuel
Ariel Zev Emanuel (nacido el 29 de marzo de 1961) es un empresario y director ejecutivo de Endeavor, una agencia de medios y entretenimiento propietaria de la UFC y WWE. Fue socio fundador de Endeavor Talent Agency y jugó un papel desicivo en la formación de su fusión e junio de 2009 con William Morris Agency.

## Primeros años

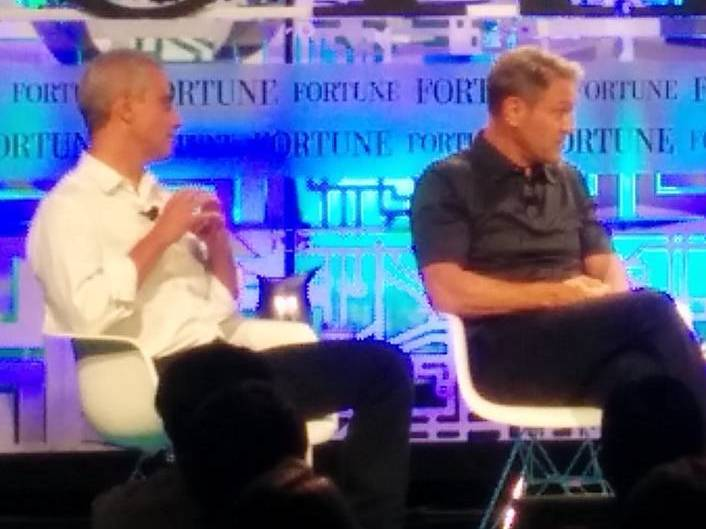
Ari (derecha) participando en un foro junto a su hermano Rahm (izquierda)

Nacido en una familia judía en Chicago, Emanuel se crio en los suburbios de Wilmette, Illinois. Emanuel es el hermano del exalcalde de Chicago Rahm Emanuel, el oncólogo y bioético estadounidense Ezekiel Emanuel, y su hermana Shoshana Emanuel (que fue adoptada). Su padre, el Dr. Benjamin M. Emanuel, nacido en Jerusalén, es un pediatra que participó activamente en el Irgún, un grupo paramilitar terrorista sionista que operaba en el Mandato de Palestina durante las décadas de 1930 y 1940. Su madre, Marsha Emanuel (de soltera Smulevitz), era una activista de los derechos civiles y propietaria de un club rock and roll en el área de Chicago. Durante su tercer grado en la escuela, Ari fue diagnosticado con TDAH y dislexia. Además de la escuela, su madre pasaba muchas horas ayudándolo a aprender a leer. Contrató tutores e instructores privadores para que le dieran lecciones privadas de lecturas en casa.
En 1996, Emanuel contrajo matrimonio con su novia Sarah Harwick Addington; tienen tres hijos. Después de 20 años de matrimonio, Emanuel solicitó el divorcio en el Tribunal del Condado de Los Ángeles, citando "diferencias irreconciliables". En mayo de 2022, contrajo matrimonio con la diseñadora de moda Sarah Staundinger, fundadora de la marca de Los Ángeles STAUD.

## Carrera
Antes de fundar Endeavour, Emanuel fue socio de InterTalent y agente sénior de ICM Partners.
Emanuel ha sido descrito como un magnate y un jugador poderoso en Hollywood. Emanuel y Patrick Whitesell, codirector ejecutivo de WME, han sido nombrados en la lista de Empresarios del año de Fortune. En un artículo de mayo de 2013 sobre Emanuel, Fortune lo llamó "una de las armas más importantes en la consolidación del negocio del entretenimiento":
Las relaciones de Emanuel con sus clientes, junto con su estatura en la industria, han dado lugar a varios homenajes y parodias a lo largo de los años, incluido el personaje de Bob Odenkirk, Stevie Grant, en The Larry Sanders Show, y Ari Gold, interpretado por Jeremy Piven en el programa de HBO Entourage. En 2011, Emanuel cofundó TheAudience con Sean Parker y Oliver Luckett.
Emanuel se ha desempeñado como miembro de la junta directiva de la Live Nation Entertainment desde septiembre de 2007.
Endeavour salió a bolsa en 2021 con Emanuel con una participación valorada en alrededor de $480 millones según Bloomberg.
Él y Patrick Whitesell también son codirectores ejecutivos de IMG, una empresa global de gestión de deportes, eventos y talento con sede en la ciudad de Nueva York.

## Promoción pública
Emanuel ha organizado eventos para recaudar fondos para el Partido Demócrata. Donó 2.700 dólares a Hillary Clinton en las Elecciones presidenciales de Estados Unidos de 2016. Su larga relación con su antiguo cliente Donald Trump está bien documentada. Trump donó 50.000 dólares a la campaña para la alcaldía de Rahm Emanuel en 2010 a pesar de sus diferencias políticas.
Durante las primarias presidenciales de 2016, Emanuel se ofreció a producir una película para su antiguo cliente Donald Trump, que se consideró para la Convención Nacional Republicana de 2016, pero finalmente no se llevó a cabo.
Después de la desaparición del periodista del Washington Post Jamal Khashoggi el 2 de octubre de 2018 y los informes de que el escuadrón de la muerte saudita lo había asesinado dentro de su consulado en Turquía, Emanuel llamó al asesor principal de la Casa Blanca y yerno de Trump, Jared Kushner. Emanuel trató de sacar a Endeavour de un trato de $400 millones con el gobierno de Arabia Saudita.
En octubre de 2022, Emanuel instó a las empresas a dejar de trabajar con el rapero Kanye West por sus comentarios antisemitas.

## Controversia
Una demanda de abril de 2002 de la agente Sandra Epstein contra la agencia Endeavor generó acusaciones de Epstein y otros empleados de Endeavor contra Emanuel. En los documentos judiciales, se alega que Emanuel permitió que un amigo operara un sitio web pornográfico desde las oficinas de Endeavor.

## Filantropía artística
En el pasado, Emanuel participó activamente en el consejo de administración de PS Arts, una organización sin fines de lucro con sede en Los Ángeles, California, que trabaja para llevar programas de educación artística a las escuelas del sur de California. También ha ayudado al Museo de Arte Contemporáneo de Los Ángeles.